# Anfu

Lage von Anfu (rot) im Verwaltungsgebiet von Ji’an (gelb) in Jiangxi

Anfu (chinesisch 安福县, Pinyin Ānfú Xiàn) ist ein Kreis, der zum Verwaltungsgebiet der bezirksfreien Stadt Ji’an in der chinesischen Provinz Jiangxi gehört. Er hat eine Fläche von 2.793 km² und zählt 385.631 Einwohner (Stand: Zensus 2010). Sein Hauptort ist die Großgemeinde Pingdu (平都镇). 
Die Steinschnitzereien des Peng-Clans in Dazhi (Dazhi Pengshi jiazu shike 大智彭氏家族石刻) aus der Zeit der Ming-Dynastie stehen seit 2006 auf der Liste der Denkmäler der Volksrepublik China (6-831).